# George Fant
George Fant (Bowling Green, 19 luglio 1992) è un giocatore di football americano statunitense che milita nel ruolo di offensive tackle nella National Football League (NFL).

## Carriera universitaria
Fant giocò per quattro stagioni a basket con i Western Kentucky Hilltoppers. Sfruttò il suo quinto anno di eleggibilità nella NCAA per entrare a far parte della squadra di football come tight end, scendendo in campo in due partite, in cui ricevette un passaggio da 7 yard.

## Carriera professionistica

### Seattle Seahawks
Dopo non essere stato scelto nel Draft NFL 2016, Fant, malgrado la scarsa esperienza nel college football firmò con i Seattle Seahawks, riuscendo a guadagnare un posto nel roster attivo come offensive tackle. Debuttò come professionista subentrando nella gara vinta nel primo turno contro i Miami Dolphins e disputò la prima gara come titolare nella settimana 8 contro i New Orleans Saints. La sua prima stagione si chiuse con 14 presenze, di cui 10 come titolare.

### New York Jets
Il 16 marzo 2020, Fant firmò con i New York Jets un contratto triennale del valore di 27,3 milioni di dollari.

### Houston Texans
Il 28 luglio 2023 Fant firmò un contratto di un anno con gli Houston Texans.

### Ritorno ai Seattle Seahawks
Il 13 marzo 2024 Fant firmò per fare ritorno ai Seahawks. Fu svincolato il 4 marzo 2025.